# Nesticella sogi
Nesticella sogi là một loài nhện trong họ Nesticidae.
Loài này thuộc chi Nesticella. Nesticella sogi được Pekka T. Lehtinen & Michael Ilmari Saaristo miêu tả năm 1980.